# Edison Azcona
Vous pouvez aider à l'améliorer ou bien discuter des problèmes sur sa page de discussion.
- Il ne cite pas suffisamment ses sources. Vous pouvez indiquer les passages à sourcer avec {{référence nécessaire}} ou {{Référence souhaitée}}, et inclure les références utiles en les liant aux notes de bas de page. (Marqué depuis avril 2024)
- Certaines informations devraient être mieux reliées aux sources mentionnées dans la bibliographie ou les liens externes. Améliorez sa vérifiabilité en les associant par des références. (Marqué depuis avril 2024)

- Archive Wikiwix
- Bing
- Cairn
- DuckDuckGo
- E. Universalis
- Gallica
- Google
- G. Books
- G. News
- G. Scholar
- Persée
- Qwant
- (zh) Baidu
- (ru) Yandex
- (wd) trouver des œuvres sur Wikidata

Edison Azcona, né le 21 novembre 2003 à La Romana, est un footballeur international dominicain. Il joue au poste de milieu de terrain à l'Inter Miami en MLS.

## Biographie

### Parcours en club
Le 2 mai 2021, il fait ses débuts avec l'Inter Miami en MLS contre le Nashville SC.
En juillet 2022, il est prêté au Locomotive d'El Paso en USL Championship.

### En sélection
Le 28 octobre 2020, il est convoqué pour la première fois en sélection et joue son premier match le 19 janvier 2021 lors d'une défaite amicale (0-1) à domicile contre Porto Rico.
En mars 2021, il est convoqué avec la sélection olympique pour participer au tournoi pré-olympique de la CONCACAF. Il marque un but pendant ce tournoi.
En novembre 2021, il est appelé avec les moins de 20 ans pour participer au tournoi qualificatif au championnat de la CONCACAF. Lors du match inaugural, il marque le sixième et le dernier but du match remporté 6-0 contre Anguilla.

## Palmarès
Inter Miami
- Vainqueur de la  Leagues Cup en 2023